# Владимир М. Јовановић
Владимир М. Јовановић (Шабац, 27. март 1859 — Шабац, 1. август 1899) био је српски песник, професор и преводилац.

## Биографија
Рођен је у Шапцу од Јована Марковића, абаџије, и мајке Божице, сестре Владимира Јовановића (1833 — 1922) и унуке војводе Остоје Спужа. Кад је имао три године остао је без оца који је извршио самоубиство. У Шапцу је завршио основну школу и четири разреда гимназије 1873. године, а више разреде гимназије је завршио у Београду 1877. године.
У Београду је становао код ујака Владимира Јовановића који је 1876. постао министар финансија. Приватни је учитељ Правди Јовановић. Био је намештеник - практикант у Министарства финансија 1876-1880, а затим у Министарству просвете од 1880, радио је и у Државној штампарији као помоћник уредника Српских новина у периоду 1877-1883.. Завршио је 1882. историјско-филолошки одсек Велике школе у Београду.
У периоду 1883-1885 био је професор ниже гимназије у Ваљеву. После тога је десет година био професор гимназије у Шапцу где је учествовао у друштвеном и културном животу. Био је председник Дружине Побратимство, организовао је пододбор Уједињене омладине српске, а када је престала да постоји основао је друштво Шабачка омладина. Био је покретач листа Шабачки гласник (1883), у којем је између осталог заслужан за објављивање првих приповедака Јанка Веселиновића, уредник листа „Витез“ из Шапца 1889-1890. Био је члан Друштва Свети Сава и Кола јахача. Положио је професорски испит јуна 1890. године. Постављен је за професора Прве мушке гимназије у Београду, где је од 1895. био на лечењу од нервног растројства које је од 1892. почело да напредује. Пензионисан је у августу 1898. године и вратио се са мајком у Шабац где је и умро 1899. године.
Био је песник, преводилац и приповедач, представник реализма у поезији. Објављивао је у више књижевних новина: Стармали, Јавор, Отаџбина, Босанска вила, Стражилово, Летопис Матице српске.
Написао је књиге поезије: „Цртице из самачког живота“ (1890), „Из детињства“, збирка дечјих песама (1890), (74 песме), спев „Ашиков гроб“ (1890), стихована приповетка „Реалиста“ (1894), „Амазонке“, 1891, (27 песама), „Погашене звезде“, 1895, (47 песама), „Из брачног живота“, 1895, (97 песама). Превео је на српски збирке песама: „Лепе туђинке“ (1889), и „С францускога Парнаса“ (1893).

## Галерија
- Владимир Јовановић, песников ујак
- Слободан Јовановић, песников брат од ујака